# 三宅裕貴
三宅 裕貴（みやけ ゆうき、1985年1月11日 - ）は、日本の男性モデル、タレントである。岡山県岡山市出身。Musicians Institute Japan（現・専門学校ミュージシャンズ・インスティテュート東京）大阪校卒業。趣味・特技は、作詞、作曲、歌、ロックギター。クレアトゥール所属。2017年引退。

## 人物
- ケリー・サイモンに師事。ギター講師の活動経験がある。
- ブロガー時にスカウトされた芸能事務所にてモデル活動を開始。

## 活動内容

### CM
- 日本テレビ『meiji×シューイチ』インフォマーシャル
- テレビ朝日『ゴーちゃん。Lab.～地球研究所～』[3]
- JRトレインチャンネルCM『Panasonic 暮らしのエコナビ』バイオテックジャケット篇

### TV
- TBS『世界の日本人妻は見た！』
- 日本テレビ『iCon』
- フジテレビ『ペケ×ポン』
- AbemaTV

### 雑誌
- 『FINEBOYS』（日之出出版）
- 『Mens' Beauty』（小学館）
- 『DIME』（小学館）
- 『メンズヘアカタログ』（コスミック出版）
- 『Men's PREPPY』（プレアデスセンター）
- 『Men's Cut』（アイメディア）
- 『るるぶ』（JTBパブリッシング）